# Iveta Gerlová
Iveta Gerlová (* 14. Juni 1984 in Jihlava, Tschechoslowakei) ist eine ehemalige tschechische Tennisspielerin.

## Karriere
Iveta Gerlová, die am liebsten auf Sandplätzen spielte, begann im Alter von sieben Jahren mit dem Tennis. Auf dem ITF Women’s Circuit gewann sie insgesamt drei Einzel- und 38 Doppeltitel.

## Turniersiege

### Einzel
| Nr. | Datum        | Turnier         | Kategorie   | Belag     | Finalgegnerin      | Ergebnis      |
| --- | ------------ | --------------- | ----------- | --------- | ------------------ | ------------- |
| 1.  | April 2005   | Ramat haScharon | ITF $10.000 | Hartplatz | Irina Buriachok    | 3:6, 6:4, 6:1 |
| 2.  | Februar 2006 | Ramat haScharon | ITF $10.000 | Hartplatz | Katariina Tuohimaa | 7:67, 6:2     |
| 3.  | Mai 2009     | Warschau        | ITF $10.000 | Sand      | Katarzyna Kawa     | 6:3, 7:5      |

### Doppel
| Nr. | Datum          | Turnier          | Kategorie   | Belag     | Partnerin           | Finalgegnerinnen                           | Ergebnis          |
| --- | -------------- | ---------------- | ----------- | --------- | ------------------- | ------------------------------------------ | ----------------- |
| 1.  | Mai 2002       | Warschau         | ITF $10.000 | Sand      | Christiane Hoppmann | Sybille Bammer Isabella Mitterlehner       | 6:4, 6:2          |
| 2.  | August 2002    | Petange          | ITF $10.000 | Sand      | Zuzana Černá        | Dominika Diešková Lenka Tvarošková         | 1:6, 6:1, 6:3     |
| 3.  | September 2002 | Barcelona        | ITF $10.000 | Sand      | Frederica Piedade   | Marta Fraga-Perez Adriana Gonzalez         | 6:4, 6:4          |
| 4.  | Juni 2003      | Doksy            | ITF $10.000 | Sand      | Lucie Kriegsmannová | Jana Macurová Lenka Novotná                | 7:5, 6:3          |
| 5.  | Juli 2003      | Monteroni        | ITF $10.000 | Sand      | Zuzana Zemenová     | Danielle Steinberg Gabriela Velasco-Andreu | 7:64, 6:4         |
| 6.  | August 2003    | Petange          | ITF $10.000 | Sand      | Andrea Masaryková   | Bianka Lamade Nicole Ludwig                | 6:2, 5:7, 7:61    |
| 7.  | August 2003    | Kędzierzyn-Koźle | ITF $10.000 | Sand      | Zuzana Zemenová     | Magdalena Kiszczynska Karolina Kosińska    | 7:5, 6:3          |
| 8.  | August 2003    | Maribor          | ITF $10.000 | Sand      | Zuzana Zemenová     | Lucie Kriegsmannová Milena Nekvapilová     | 6:0, 6:1          |
| 9.  | Oktober 2003   | Carcavelos       | ITF $10.000 | Sand      | Katarína Kachlíková | Romy Farah Ágnes Szávay                    | 6:4, 7:66         |
| 10. | März 2004      | Ramat haScharon  | ITF $10.000 | Hartplatz | Frederica Piedade   | Julia Gandia-Gomez Gabriela Velasco-Andreu | 6:2, 4:6, 6:2     |
| 11. | April 2004     | Makarska         | ITF $10.000 | Sand      | Martina Babáková    | Maria Penkova Lisa Tognetti                | 6:1, 6:4          |
| 12. | Juni 2004      | Kedzierzyn Kozle | ITF $10.000 | Sand      | Sandra Záhlavová    | Katerina Herth Oksana Ljubzowa             | 6:3, 6:1          |
| 13. | Juni 2005      | Doksy            | ITF $10.000 | Sand      | Lucie Kriegsmannová | Petra Novotníková Veronika Raimrová        | 4:6, 6:4, 6:2     |
| 14. | Juli 2005      | Brüssel          | ITF $10.000 | Sand      | Carmen Klaschka     | Leslie Butkiewicz Caroline Maes            | 7:5, 6:2          |
| 15. | August 2005    | Koksijde         | ITF $10.000 | Sand      | Carmen Klaschka     | Jessie de Vries Samia Medjahdi             | 6:1, 6:0          |
| 16. | März 2006      | Raanana          | ITF $10.000 | Hartplatz | Veronika Raimrova   | İpek Şenoğlu Gabriela Velasco-Andreu       | 6:2, 2:6, 6:3     |
| 17. | Juni 2006      | Doksy            | ITF $10.000 | Sand      | Lucie Kriegsmannová | Hana Birnerová Xenija Lykina               | 6:74, 6:2, 6:2    |
| 18. | Juli 2006      | Brüssel          | ITF $10.000 | Sand      | Carmen Klaschka     | Joana Cortez Aleksandra Srndovic           | 6:3, 6:2          |
| 19. | März 2007      | Ramat haScharon  | ITF $10.000 | Hartplatz | Lucie Kriegsmannová | Martina Babáková İpek Şenoğlu              | 6:3, 6:3          |
| 20. | April 2007     | Bol              | ITF $10.000 | Sand      | Lucie Kriegsmannová | Mihaela Buzărnescu Nadja Roma              | 6:3, 7:5          |
| 21. | Juni 2007      | Doksy            | ITF $10.000 | Sand      | Lucie Kriegsmannová | Hana Birnerová Monika Kochanová            | 6:2, 6:1          |
| 22. | Januar 2008    | Wrexham          | ITF $10.000 | Hartplatz | Martina Babáková    | Dianne Hollands Elena Kulikova             | 3:6, 6:3, [11:9]  |
| 23. | März 2008      | Dijon            | ITF $10.000 | Hartplatz | Martina Babáková    | Danielle Brown Natasha Khan                | 5:7, 7:5, [10:4]  |
| 24. | März 2008      | Bath             | ITF $10.000 | Hartplatz | Martina Babáková    | Sarah Borwell Olivia Scarfi                | 6:1, 5:7, [10:1]  |
| 25. | Mai 2008       | Stettin          | ITF $25.000 | Sand      | Tereza Hladíková    | Emma Laine Teodora Mirčić                  | 6:1, 6:4          |
| 26. | August 2008    | Kędzierzyn-Koźle | ITF $10.000 | Sand      | Simona Dobra        | Lisa Marshall Ielyzaveta Rybakova          | 4:6, 6:0, [10:6]  |
| 27. | Januar 2009    | Wrexham          | ITF $10.000 | Hartplatz | Martina Babáková    | Danielle Brown Elizabeth Thomas            | 2:6, 6:3, [11:9]  |
| 28. | Mai 2009       | Warschau         | ITF $10.000 | Sand      | Karolina Kosińska   | Katarzyna Kaleta Katarzyna Kawa            | 6:2, 6:1          |
| 29. | August 2009    | Olmütz           | ITF $10.000 | Sand      | Darina Sedenková    | Martina Borecká Martina Kubičíková         | 6:4, 6:2          |
| 30. | April 2010     | Kairo            | ITF $10.000 | Sand      | Lucie Kriegsmannová | Galina Fokina Elina Gassanowa              | 6:4, 6:3          |
| 31. | Juni 2010      | Rotterdam        | ITF $10.000 | Sand      | Jana Orlová         | Anna Arina Marenko Jekaterina Jakowlewa    | 6:4, 4:6, [10:5]  |
| 32. | August 2010    | Wien             | ITF $10.000 | Sand      | Lucie Kriegsmannová | Pavla Šmídová Zuzana Zálabská              | 7:5, 6:3          |
| 33. | August 2010    | Trnava           | ITF $25.000 | Sand      | Lucie Kriegsmannová | Michaela Hončová Lenka Wienerová           | 6:2, 6:1          |
| 34. | August 2010    | Prag             | ITF $10.000 | Sand      | Lucie Kriegsmannová | Zuzana Luknárová Karin Morgošová           | 6:1, 6:3          |
| 35. | Oktober 2010   | Ain Suchna       | ITF $10.000 | Sand      | Lucie Kriegsmannová | Valentine Confalonieri Dalila Jakupović    | 6:1, 6:4          |
| 36. | Oktober 2010   | Ain Suchna       | ITF $10.000 | Sand      | Lucie Kriegsmannová | Réka Luca Jani Martina Kubičíková          | 6:3, 3:6, [10:8]  |
| 37. | November 2010  | Přerov           | ITF $25.000 | Hartplatz | Lucie Kriegsmannová | Olga Brózda Natalia Kolat                  | 6:1, 6:3          |
| 38. | August 2011    | Prag             | ITF $25.000 | Sand      | Lucie Kriegsmannová | Jana Čepelová Katarzyna Piter              | 6:78, 6:1, [10:8] |